# توماس كرانمر
 توماس كرانمر  (بالإنجليزية: Thomas Cranmer)‏ (2 يوليو 1489 - 21 مارس 1556) قائد عملية الإصلاح الإنجليزي وكبير أساقفة كانتربري خلال عهدي هنري الثامن ملك إنجلترا وولده إدوارد السادس، ولفترة قصيرة من عهد ماري الأولى. ساعد كرانمر في تدبير حيلة مناسبة لهنري الثامن ليتمكن من الحصول على الطلاق من زوجته الأولى كاثرين أراغون، وهو الأمر الذي تطور إلى انفصال الكنيسة الإنجليزية عن الكنيسة الكاثوليكية. وبمساعدة توماس كرومويل، ممرا قانونًا يجعل للملك السيادة المطلقة على الكنيسة في مملكته.
عينه هنري الثامن كبيرًا لأساقفة كانتربري في 3 ديسمبر 1533، وبتوليه هذا المنصب، أصبح مسؤولاً عن تأسيس الهياكل المذهبية والطقوسية لإصلاحات كنيسة إنجلترا. خلال فترة حكم هنري الثامن، لم يقم كرانمر بإجراء تغييرات جذرية في الكنيسة، وذلك بسبب الصراع على السلطة بين المحافظين المتدينين والمصلحين. ومع ذلك، نجح في نشر أول كتيب صلوات باللغة العامية، وهو كتاب الإرشاد والدعاء عام 1544.
وبتولي إدوارد السادس العرش، أصبح كرانمر قادرًا على القيام بإصلاحات رئيسية، فقد كتب وجمع أول طبعتين من كتاب الصلاة الأساسية، القداس الكامل للكنيسة الإنجليزية. بمساعدة من الاصلاحيين، وضع معايير دينية جديدة في مجالات القربان المقدس وعزوبية رجال الدين ودور الصور الدينية في أماكن العبادة، وتبجيل القديسين. أصدر كرانمر تلك المعايير الجديدة من خلال كتاب الصلاة وكتاب المواعظ وغيرها من المطبوعات.
وفي عهد ماري الأولى الكاثوليكية المذهب، حوكم كرانمر بتهمة الخيانة والهرطقة، وسجن لأكثر من عامين، وتحت ضغط من سلطات الكنيسة، قام بعمل عدة تعديلات وتظاهر بالإيمان بالعقيدة الكاثوليكية. ومع ذلك في يوم إعدامه، قال أنه ألغى تعديلاته الأخيرة، ليموت مهرطقًا بالنسبة للكاثوليك وشهيد عند البروتستانت. أعدم كرانمر حرقًا، ونثر رماده بعد وفاته.

## روابط خارجية
- توماس كرانمر على موقع الموسوعة البريطانية (الإنجليزية)
- توماس كرانمر على موقع إن إن دي بي (الإنجليزية)